# Hüttisheim
Hüttisheim település Németországban, azon belül Baden-Württembergben. Lakosainak száma 1549 fő (2023. december 31.).

## Népesség
A település népessége az elmúlt években az alábbi módon változott:
| Lakosok száma | 1121 | 1440 | 1464 | 1493 | 1541 | 1549 |
|               | 1975 | 2017 | 2019 | 2021 | 2022 | 2023 |